# Uliánivka (Novokalcheve)
Uliánivka (en ucraniano: Улянівка) es un pueblo ucraniano perteneciente al óblast de Odesa. Situado en el suroeste del país, es parte del raión de Berezivka y parte del municipio (hromada) de Novokalcheve.

## Toponimia
El nombre del asentamiento en ruso es Uliánovka (en ruso: Ульяновка). 

## Demografía
La evolución de la población de Uliánivka entre 1989 y 2001 fue la siguiente:
| 193                                                           | 137 |
| (Fuente: Cities & Towns of Ukraine y UKRAINE: Größere Städte) |     |

Según el censo de 2001, la lengua materna de la mayoría de los habitantes, el 96,35%, es el ucraniano; y del 2,19% es el ruso.